# 滑鐵盧 (紐約州)
滑鐵盧（英語：Waterloo）是一個位於美國紐約州塞尼卡縣的鎮。

## 人口
根據2020年美國人口普查的數據，滑鐵盧的面積為56.50平方千米，當中陸地面積為56.12平方千米，而水域面積為0.38平方千米。當地共有人口7378人，而人口密度為每平方千米131人。